# Павловка (городской округ Перевозский)
Павловка — деревня в Перевозском городском округе Нижегородской области. В деревне есть большой хороший пруд для рыбной ловли. 
Деревня основана в конце XVII века первопоселенцем по имени Павел. С 1918 по 1954 год в ней был сельский совет.

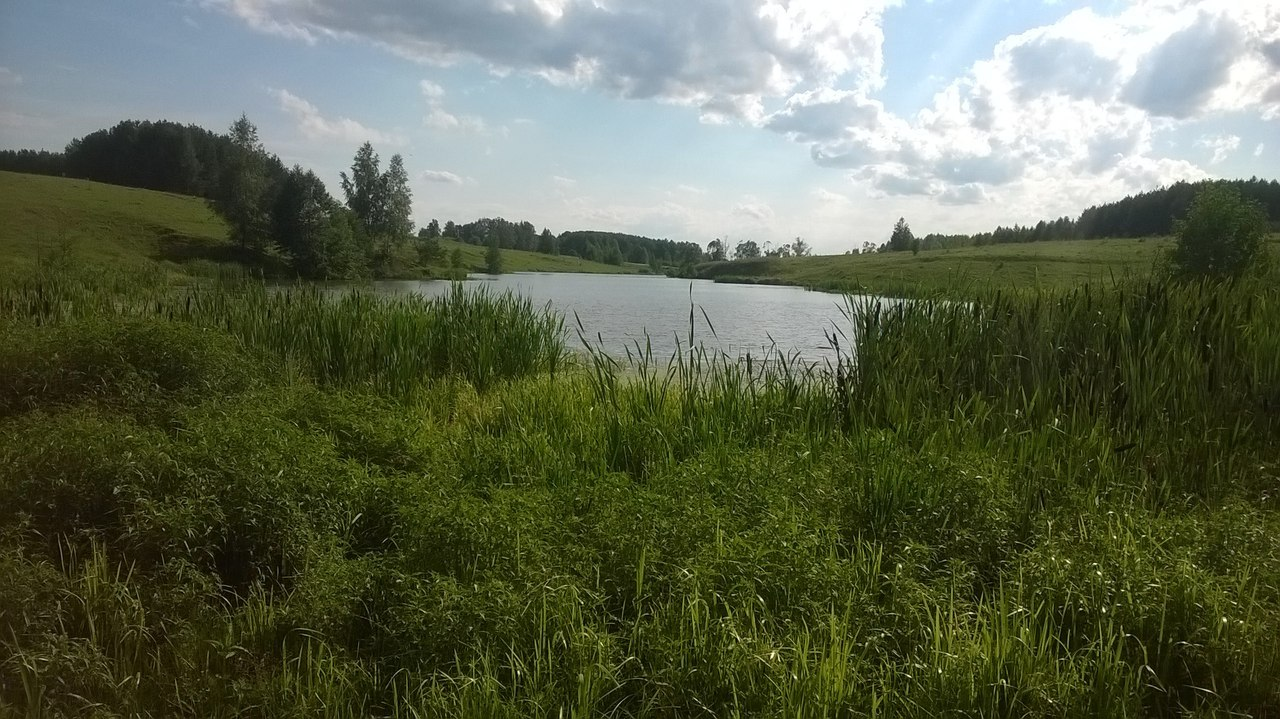
Деревенский пруд

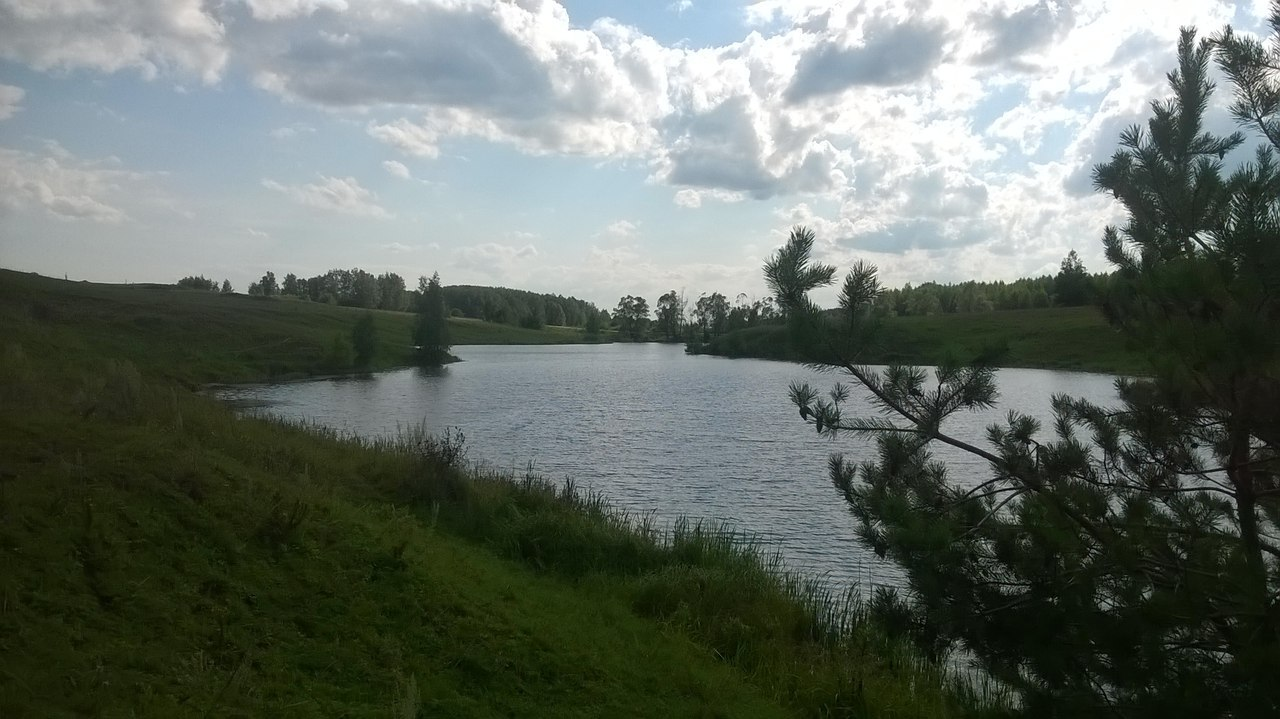
Деревенский пруд